# Simulium anggiense
Simulium anggiense är en tvåvingeart som beskrevs av Takaoka 2003. Simulium anggiense ingår i släktet Simulium och familjen knott. Inga underarter finns listade i Catalogue of Life.